# Список керівників держав 905 року
Список керівників держав 905 року — це перелік правителів країн світу 905 року.
Список керівників держав 904 року — 905 рік — Список керівників держав 906 року — Список керівників держав за роками

## Європа
- Абхазьке царство — Костянтин III (894—923)
- Англія:
  - Королівство Східна Англія — суб-король під скандинавами Ґутрум II (902—918)
  - Король Англії — Едуард Старший (899—924)
  - Гвікке — до 994 немає даних.
  - Конволл — Рікат (900—910)
  - Королівство Йорвік — Гальфдан II та Еовілс (902—910)
  - Мерсія — Етельред II — елдормен у 884—911 роках
  - Нортумбрія — елдормен Едвульф II (887—913)
- Королівство Астурія — Альфонсо III Великий (866—910)
- Перше Болгарське царство — Симеон Великий (893—927)
- Волзька Болгарія — Алмиш (895—925)
- Вельс:
  - Брихейніог — Теудр ап Гріфід (900—934)
  - Королівство Гвент — Брохфел ап Меуріг (880—920)
  - Королівство Гвінед — Анарауд ап Родрі (878—916)
  - Дівед — Родрі ап Хіфаїд (904—905); Хівел Добрий (905-920)
  - Морганнуг — Овейн I (886—930)
  - Королівство Повіс — Ллівелін ап Мерфін (900—942)
  - Сейсіллуг — Каделл ап Родрі (871/872-909)
- Венеційська республіка — дож П'єтро Трібуно (887—912)
- Візантійська імперія — Лев VI Мудрий (886—912)
  - Неаполітанське герцогство — Григорій IV (898—915)
- Вірменія — Смбат I (890—913/914)
- конунґ данів Олаф Зухвалий (903—910)
- Дукля — Петр (Петрислав I) (900? — 925?)
- Ірландія — верховний король Фланн Сінна (879—916)
  - Айлех — Ніалл Глундуб мак Аеда (896—919)
  - Айргіалла — Маол Краойв О'Луйв Шонах (900? — 917)
  - Дублін (королівство) — Дублін покинутий скандинавами по 917 рік.
  - Коннахт — Катал ІІІ МакМугрон (900—925)
  - Ленстер — Кербалл мак Муйрекан (885—909)
  - Король Міде — Фланн Сінна (877—916)
  - Мунстер — Кормак мак Куйленнайн (902—908)
  - Улад — Аед мак Еохокайн (898—919)
    - Конайлле Муйрхемне — Конглах мак Гайрбіха (891—913)
- Кахетія — Квіріке I (893—918)
- Італія:
- Король Італії — Людовик II Сліпий (900—905); Беренгар I (905-921)
  - Іврейська марка — Адальберт I (902—924)
  - Князівство Капуанське — Атенульф I (887—910)
  - Князівство Беневентське — Атенульф I (900—910)
  - Герцогство Гаета — Доцибіл I (866—906)
  - Салернське князівство — Гваймар II (901—946)
  - Сполетське герцогство — Альберік I (898—922)
  - Герцогство Фріульське — Беренгар I (896—924)
    - Лонгобардія (фема) — Мелісен (899—905); до 911 невідомо
- Кавказ:
  - Тао-Кларджеті — Адарнасе II (888—923)
- Коїмбрське графство — Ерменегільдо Гутьєррес (878—920)
- Критський емірат — Мухаммад (895—910)
- Королівство Наварра — Фортун I (882—905); Санчо I (905-925)
- Кордовський емірат — Абдаллах ібн Мухаммед (888—912)
- Німеччина:
  - Герцогство Баварія — Людовик IV Дитя (899—907)
  - Архієпископ Зальцбургу — Дітмар I (874—907)
  - Герцогство Саксонія — Оттон (880—912)
- Король Норвегії — Гаральд I Прекрасноволосий (872—930)
- Графство Португалія — Лусідіо Вімаранеш (873—922)
- Велика Моравія — князь Моймир II (894—907)
- Угорське князівство — надьфейеделем Арпад (895—907)
- Україна — Київський князь — Олег Віщий (882—912)
- Західне Франкське королівство — Карл Простуватий (898—922)
- Східне Франкське королівство — Людовик IV Дитя (900—911)
  - Графство Арагон — Галіндо II Аснарес (893—922)
  - Герцогство Аквітанія — Ґійом I Благочестивий (893—918)
  - Графство Булонь — граф Бодуен I Лисий (896—918)
  - Архграф Верхньої Бургундії — до 925 невідомо
  - Герцогство Васконія — герцог Гарсія II (893—920)
  - Бретонське королівство — Ален I Великий (888—907)
  - Графство Керсі — Раймунд (898—906)
  - Графство Мен — Гуго I (900—950)
  - Графство Тулуза — Ед (877—918/919)
  - Урхельське графство — Суніфред II (897—948)
  - Фландрія — Балдуїн II (879—918)
- Хозарський каганат — Аарон I (900—910)
- Хорватія — Мунцімир (892—910)
- Чехія — князь Спитігнєв I (894—915)
- Швеція — Рінґ Ерікссон (855/882-910)
- Шотландія:
  - Король Шотландії — Костянтин II (900—943)
  - Стратклайд — Дональд I (889—908)
- Святий Престол; Папська держава — папа римський Сергій III (904—911)
- Вселенський патріарх — Миколай Містик (901—907)
  - Тбіліський емірат — Джафар I (882—914)

## Азія
- Близький Схід:
  - Багдадський халіфат — Алі аль-Муктафі (902—908)
    - Алавіди — до 916 невідомо
    - Дербентський емірат — Мухаммед I (885—915)
    - Зіядіди — Абул-Джейш Ісхак ібн Ібрагім (904—981)
    - Держава Ширваншахів — Мухаммад I (880—912)
    - Яфуриди — Асад бін Ібрагім (898—944)
- В'єтнам:
  - Династія Кхук — Кхук Тиа Зу (905—907)
- Індія:
  - Західні Ганги — Рачамалла II (870—907)
  - Гуджара-Пратіхари — Махендрапала I (885—910)
  - Камарупа — Брахма Пала (900—920)
  - самраат Кашмірської держави (Династія Утпала) — Сугандха (904—906)
  - Імперія Пала — Нараянпала (873—927)
  - Держава Пандья — Мараварман Раджасімха II (900—920)
  - Раджарата — раджа Удая I (901—920)
  - Раштракути — Крішна II (878—914)
  - Династія Тхакурі — Нарендрадева II (?—949)
  - Саканбарі — нріпа Чанданараджа (890—917)
  - Східні Чалук'ї — Чалук'я Бхіма I (892—921)
  - Чандела — володар Даджхауті Рахіла (885—905); Харша (905—925)
- 1-й магараджа держави Чеді й Дагали — Шанкарагана II (890—910)
  - Чола — Адітья I (871—907)
  - Династія Шахі (Кабулшахи, Індошахи) — Камалука (895—921)
- Індонезія:
  - Матарам — Балітунг (898—910)
  - Сунда Віндусакті Прабу Деваген (895—913)
  - Шривіджая — до 960 невідомо
- Середня Азія:
  - Киргизький каганат — імена правителів невідомі. Поступовий розпад до 924 р.
- Китай:
  - Династія Тан — Ай-ді (904—907)
    - Iдикут Кучі — до 940 правителі невідомі

  - Наньчжао — Чжен Майси (902—909)
- Корея:
  - Об'єднана Сілла — ісагим (король) Хьогон (897—912)
  - Пархе — тійо Тевігє (895—906)
  - Тхебон — Кун Є (901—918)
  - Хупекче — Кьонхвон (892—935)
- Паган — король Сале Нгакве (904—934)
- Персія:
  - Баванди — Шарвін II (896—930)
  - Саффариди — Тахір ібн Мухаммад ібн Амр (901—909)
  - Саджиди — Юсуф іб-Абу-Садж (901—928)
- Кхмерська імперія — Гаршаварман I (900—923)
- Японія — Імператор Дайґо (897—930)

## Африка
- Аксумське царство — Арбаса Ведем (897—917)
- Берегвати — Абу'л-Гуфайл Мухаммед (888—917)
- Некор (емірат) — Саїд II ібн Саліх (864—916)
- Ідрісиди — Ях'я IV ібн Ідріс (904—917)
- Макурія — Георгіос I (854/856-920)
- Мідрариди — Яса ібн Мідрар (883—909)
- Рустаміди — Абу Хатім Юсуф ібн Абу'л Якзан (901—906)
- Тулуніди — Шейбан ібн-Ахмед (904—905)
- Королівство Шоа — амір Хабоба (896—928)